# Odbicie zła
Odbicie zła (ang.: The Brøken) – francusko-brytyjski thriller psychologiczny, horror z 2008 roku w reżyserii Seana Ellisa.

## Opis fabuły
Film opowiada historię kobiety, której życie wali się w gruzach, kiedy na londyńskiej ulicy spotyka swojego sobowtóra.

## Obsada
- Lena Headey jako Gina McVey
- Richard Jenkins jako John McVey
- Asier Newman jako Daniel McVey
- Michelle Duncan jako Kate Coleman
- Melvil Poupaud jako Stefan Chambers
- Natasha Alderslade jako sekretarka
- Daren Holmes jako Simon
- Ulrich Thomsen jako dr Robert Zachman

i inni.